# تیم فوتبال خودمختار مادرید
تیم فوتبال خودمختار مادرید (به اسپانیایی: Selección de fútbol de Madrid) یک تیم فوتبال منطقه‌ای برای جامعه مادرید اسپانیا است. آنها به فیفا یا یوفا وابسته نیستند، زیرا جامعه مادرید در سطح بین‌المللی توسط تیم ملی فوتبال اسپانیا نمایندگی می‌شود. این تیم فقط بازی‌های دوستانه انجام می‌دهد.

## تاریخچه

### جام شاهزاده آستوریاس
در نیمه نخست سده بیستم، فدراسیون فوتبال منطقه‌ای سنترو (که مادرید و منطقه بزرگتر کاستیا را در بر می‌گرفت و مرکز منطقه‌ای کمپئوناتو را برای باشگاه‌های محلی سازماندهی کرد) یک تیم نماینده را برای بازی‌های دوستانه انتخاب کرد و همچنین در مسابقات بین‌المللی شرکت کرد. جام منطقه‌ای شاهزاده آستوریاس، در دو نوبت (۱۹۱۷ و ۱۹۱۸) که میزبان بودند، برنده این رقابت شدند. به دلیل ناتوانی برخی از رهبران فدراسیون، تقویم مسابقات ۱۹۱۷ در همان هفته با فینال کوپا دل ری ۱۹۱۷ میان باشگاه مادرید و آرناس برگزار شد، چیزی که باعث شد تیم سنترو نتواند بهترین بازیکنان مادرید را داشته باشد؛ بنابراین آنها مجبور شدند بازیکنانی مانند اتلتیک مادرید و راسینگ مادرید را برای تشکیل تیمی بفرستند که بتواند رقابت کند. در نتیجه، این تیم شامل بازیکنان کمتر شناخته شده‌ای مانند خواکین پاسکوال، ازکیل مونترو، سوکراتس کوینتانا، خوزه آگوئرو، میگل میگ و ساتورنو ویلاورده و کاپیتان خوزه ماریا کاستل بود که تنها بازیکن باشگاه مادرید در ترکیب بود. علی‌رغم اینکه تیم ضعیف‌تری نسبت به تورنمنت‌های پیشین بودند، اما موفق شدند برای نخستین بار در تاریخ این تیم قهرمان مسابقات شوند و ساتورنینو ناشناخته در آن زمان با سه گل ستاره مسابقات شد - یک دو گل مقابل کاتالونیا در نتیجه ۲–۲. تساوی و برنده مقابل کانتابریک در یک برد ۳–۲ - در حالی که میگ و آگوئرو گل‌های بازی تعیین‌کننده مقابل کاتالونیا را به ثمر رساندند. در نسخه ۱۹۱۸، آنها برای رویارویی با Cantabric در فینال دو بازی آماده شدند و سنترو در هر دو بازی با نتیجه ۶–۳ پیروز شد و گلزنان کاستیلیا فلیسیانو ری، گومار، خوزه ماریا سانسینیا (۲) و رامون اولالکیاگا (۲).
آنها همچنین یک مبارزات به یاد ماندنی در جام شاهزاده آستوریاس ۲۴ –۱۹۲۳ داشتند، جایی که آنها گالیسیا را ۱–۰ در یک چهارم نهایی شکست دادند، همان‌طور که گالیسیا در مرحله یک چهارم نهایی دوره پیشین با آنها انجام داد و سپس جنوب را شکست داد. تیم ۲–۱ در نیمه نهایی به لطف دو گل خوان مونژاردین و در فینال مقابل کاتالونیا به نظر می‌رسید که مونژاردین یک بار دیگر قهرمان شده است که در ابتدای وقت اضافه در اوایل وقت اضافه گلزنی کرد و مادرید را ۴–۳ جلو انداخت. اما در دو دقیقه باقیمانده ساگی باربا امتیازات را ۴–۴ به تساوی کشاند، و مجبور به تکرار بازی شد که در آن مونژاردین دو بار گلزنی کرد، اما تلاش‌های او بی فایده بود زیرا کاتالونیا ۳–۲ برنده شد.

### رکود
فدراسیون سنترو در دهه ۱۹۳۰ به فدراسیون فوتبال کاستیلیا و در دهه ۱۹۸۰ به فدراسیون مادرید تبدیل شد. هر دو سازمان خود را جانشین سنترو می‌دانستند، از تاریخ تأسیس آن در سال ۱۹۱۳ به عنوان مبنایی برای جشن‌های پنجاهمین سالگرد خود در سال ۱۹۶۳ و صدمین سالگرد در سال ۲۰۱۳، از جمله برنامه‌های ویژه با حضور یک تیم نماینده منطقه.

## افتخارات
جام شاهزاده آستوریاس:
- قهرمانان (۲): ۱۹۱۷ و ۱۹۱۸
- نایب‌قهرمان (۲): ۱۹۱۶ و ۱۹۲۴[۱۰]

## بازیکنان برجسته
- برنابئو
- رنه پتی
- خوان مونخاردین
- فرانس پوشکاش